# Canon T80

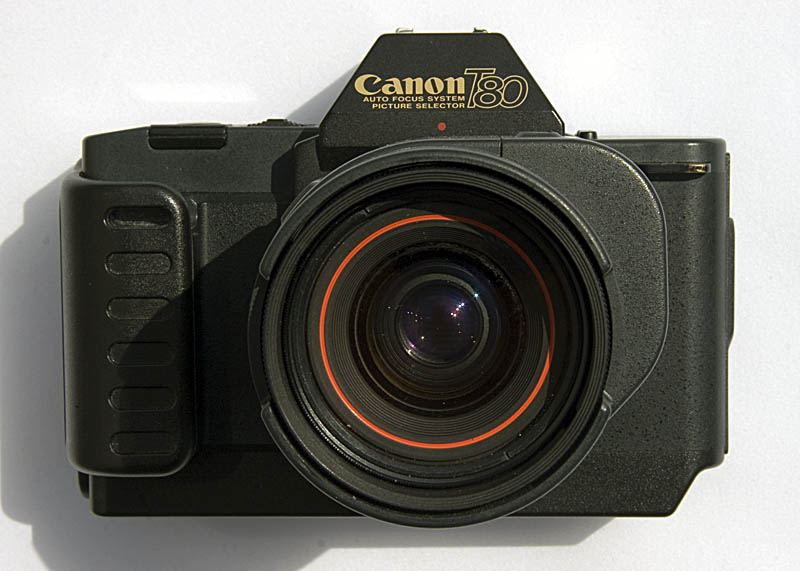
Canon T80

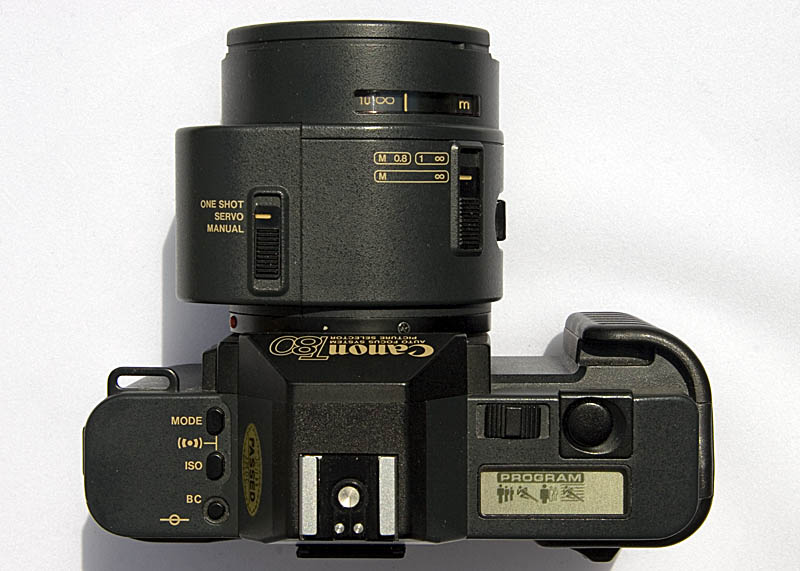
Draufsicht

Die Canon T80, präsentiert im April 1985 und eingestellt bereits im Juni 1986, war Canons erste Autofokus-35mm-Spiegelreflexkamera. Sie war Teil der T-Serie mit FD-Bajonettanschluss und ist nicht kompatibel zu Canons späterem EOS-System und dessen Autofokus-EF-Bajonett-Objektiven. Stattdessen wurden drei spezielle Objektive für die T80 angeboten. Andere FD-Bajonett-Objektive konnten ebenfalls angeschlossen werden, dann jedoch ohne Autofokus-Fähigkeiten.

## Autofokus
Das Autofokus-System der T80 arbeitet ähnlich wie das Fokussier-Hilfssystem der älteren AL-1. Ein Linear-CCD prüft den Kontrast in der Fokussierebene.
Die drei speziellen Autofokus-Objektive waren jeweils mit eigenem Motor und elektrischen Kontakten ausgerüstet, die den Fokussierantrieb mit dem Messsystem der Kamera verbanden.

## Automatische Belichtung und Programme
Abgesehen von den Autofokus-Funktionen war die T80 der früher erschienenen T70 sehr ähnlich. Beide verfügen über vier Belichtungsprogramme zusätzlich zum üblichen vollautomatischen Belichtungsprogramm, und zwar:
- Totale Schärfe – die Kamera wählt eine möglichst kleine Blende, um möglichst viel Tiefenschärfe zu erreichen.
- Selektierte Schärfe – die Kamera wählt eine möglichst große Blende, um eine geringe Tiefenschärfe zu erreichen. Einsetzbar etwa in der Porträtfotografie.
- Bewegungsstop – möglichst kurze Belichtungszeit, um bewegte Motive einfangen zu können, etwa bei Sport- oder Tierfotografie.
- Bewegungseffekte – längere Belichtungszeit, um Wischeffekte bei bewegten Motiven zu erreichen.
- Standardprogramm – übliches Vollprogramm.

## Filmtransport
Der Filmtransport der T80 war vollmotorisiert in beide Richtungen. Auch das Einspannen des Films war automatisiert, der Anwender musste lediglich den Filmstreifen bis zu einer orangefarbenen Markierung ziehen und die Rückwand schließen. Im LCD-Feld auf der Kameraoberseite wurde angezeigt, ob der Film gerade geladen, transportiert oder zurückgespult wurde. Motor und Kameraelektronik wurden von vier Mikrozellen (AAA) versorgt.

## AC-Objektive
Drei spezielle Autofokus-Objektive mit der Bezeichnung AC wurden für die T80 angeboten. Jedes verfügte über einen eingebauten Fokussiermotor. Die Objektive fallen durch eine unsymmetrische Ausbuchtung an der Seite auf, zudem weist ein roter Ring um das Frontlinsenelement auf die spezielle Technik hin.
Die Objektive sind:
- AC 50mm f/1.8'''
- AC 35-70mm f/3.5-4.5'''
- AC 75-200mm f/4.5'''

Alle drei, wie die T80 selbst, wurden nur für kurze Zeit produziert und sind selten. Der Autofokus funktioniert nicht an anderen Kameragehäusen, die AC-Objektive können aber an anderen Canon-FD-Kameras manuell scharfgestellt werden. Allerdings verfügen die AC-Objektive nicht über einen Blendenring, so dass ein sinnvolles Arbeiten nur mit Kameras möglich ist, die die Blende vom Gehäuse aus regeln können.
Canon gab den Versuch, ein Autofokussystem mit dem „alten“ FD-Bajonett zu entwickeln, rasch auf und schlug mit dem 1987 vorgestellten EOS-System einen gänzlich neuen Weg ein.

## Datenrückteil
Ein Command Back 80 war für die T80 erhältlich, mit dessen Hilfe die Aufnahmen mit einem Zeitstempel und einer Seriennummer versehen werden konnten. Weiterhin erhielt die Kamera durch das Bauteil die Fähigkeit, Intervallfotos und Langzeitbelichtungen aufzunehmen.